# Depressipoma
Depressipoma is een geslacht van weekdieren uit de klasse van de Gastropoda (slakken).

## Soorten
- Depressipoma kwajaleina McLean, 2012
- Depressipoma laddi McLean, 2012